# Hermandad del Acero
La Hermandad del Acero es una organización ficticia de la franquicia de videojuegos posapocalíptica Fallout. La Hermandad recopila y preserva tecnología, pero no son conocidos por compartir su conocimiento, incluso si hacerlo mejoraría la calidad de vida entre la gente del páramo. La facción ha estado presente en todos los juegos de Fallout hasta la fecha.

## Estructura

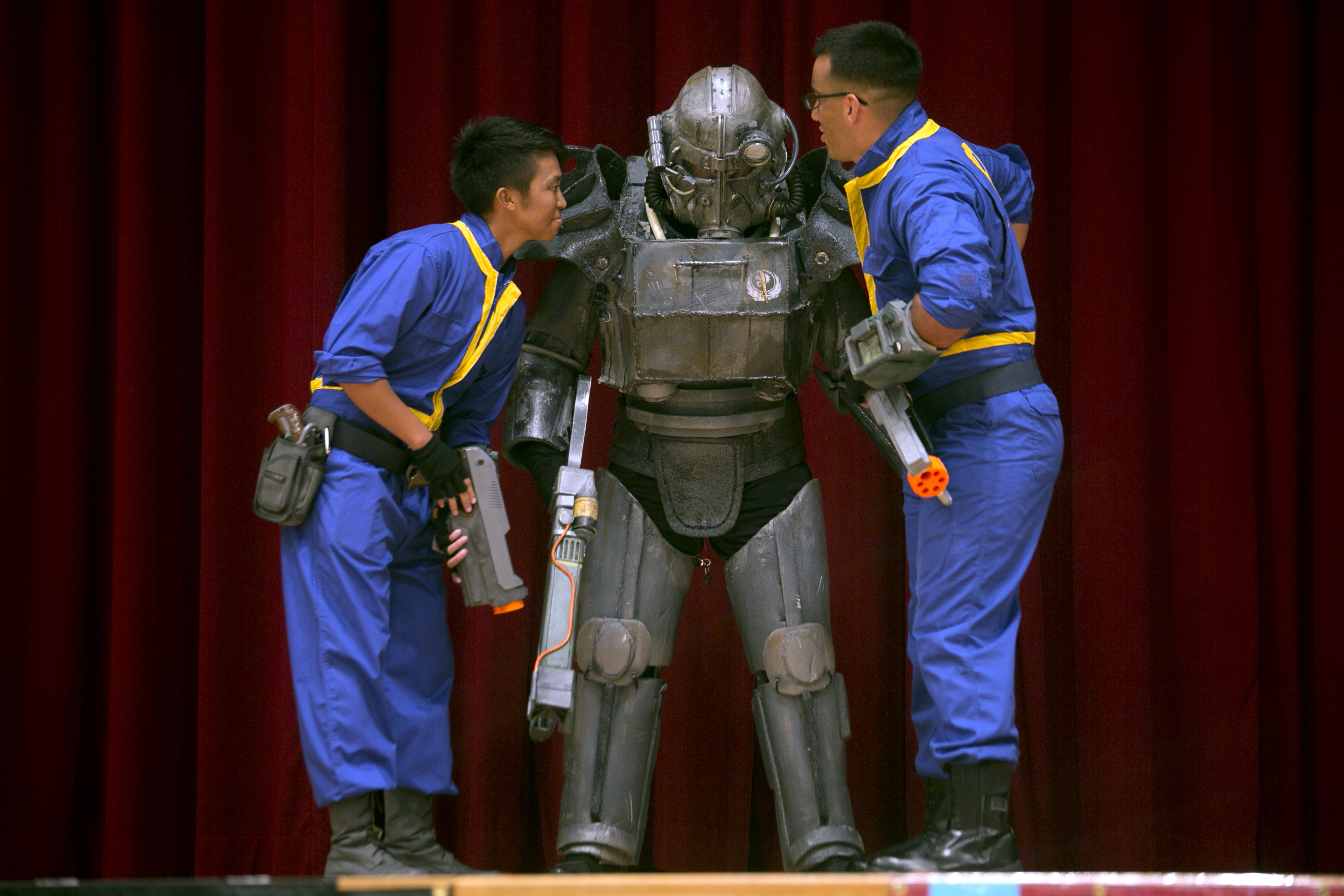
Un cosplayer vestido con una servoarmadura de la Hermandad del Acero (centro)

Debido a la naturaleza fragmentada de la Hermandad, que existe en múltiples Fuerzas Expedicionarias (conocidas como "Capítulos"), es difícil seguir una estructura establecida. Todos los Capítulos siguen una cadena de mando conocida como "La Cadena que Une", con cuatro rangos utilizados universalmente por todos. Estos son, en importancia ascendente, Iniciado, Caballero, Paladín y Anciano. Todos los capítulos provienen de la Hermandad Occidental original vista en Fallout: A Post Nuclear Role Playing Game y, por lo general, adoptan nombres relacionados con su ubicación, como la Hermandad de los Apalaches (Fallout 76), el Capítulo Mojave (fallout: New Vegas) y el Hermandad Oriental (Fallout 3 y Fallout 4).
Dentro de cada Capítulo, existe un grupo separado conocido como Escribas. Estas personas son responsables de todos los asuntos logísticos dentro de cada Capítulo. Los miembros de la Orden de las Espadas son responsables del mantenimiento del armamento avanzado y de la servoarmadura que la organización utiliza con tanta frecuencia. La Orden de los Escudos es responsable de la ingeniería inversa de la tecnología civil con fines defensivos. La Orden de los Pergaminos es responsable de la recuperación/adquisición de esquemas avanzados y conocimientos previos a la guerra en forma de libros y otros medios. La Hermandad también tiene una división de Asuntos Internos, conocida como el Círculo de Acero. Se sabe que al menos un miembro fue enviado tras un Anciano rebelde en los complementos Old World Blues y Dead Money de Fallout: New Vegas.

## Desarrollo
La Hermandad fue creada por R. Scott Campbell, quien dijo que "simplemente quería un grupo exactamente como los monjes de Guardian Citadel en Wasteland". Dijo que "realmente quería que el jugador pudiera hacerse amigo y unirse a este grupo (y tomar todo su increíble equipo, por supuesto)". Campbell añadió que si bien "esto los hacía similares a los conceptos de Gamma World y Warhammer 40K, profesó que "simplemente amaba la idea de caballeros de alta tecnología con servoarmadura", calificando su creación como "un fanservice" para sí mismo.

## Apariciones
La Hermandad del Acero hizo su primera aparición en el videojuego Fallout original y ha estado presente en todas las entradas de la serie desde entonces. También es la facción central de dos títulos derivados, Fallout Tactics: Brotherhood of Steel y Fallout: Brotherhood of Steel. Las representaciones de la Hermandad han variado mucho. Primero se muestra que son un culto enigmático y militarista al que el protagonista puede unirse en Fallout, quien puede ser fundamental para derrotar al Maestro, el principal antagonista. La Hermandad tiene una apariencia diferente en Fallout 2, donde se muestra que tienen puestos de avanzada en todo el páramo y están en cooperación con la República de Nueva California. 

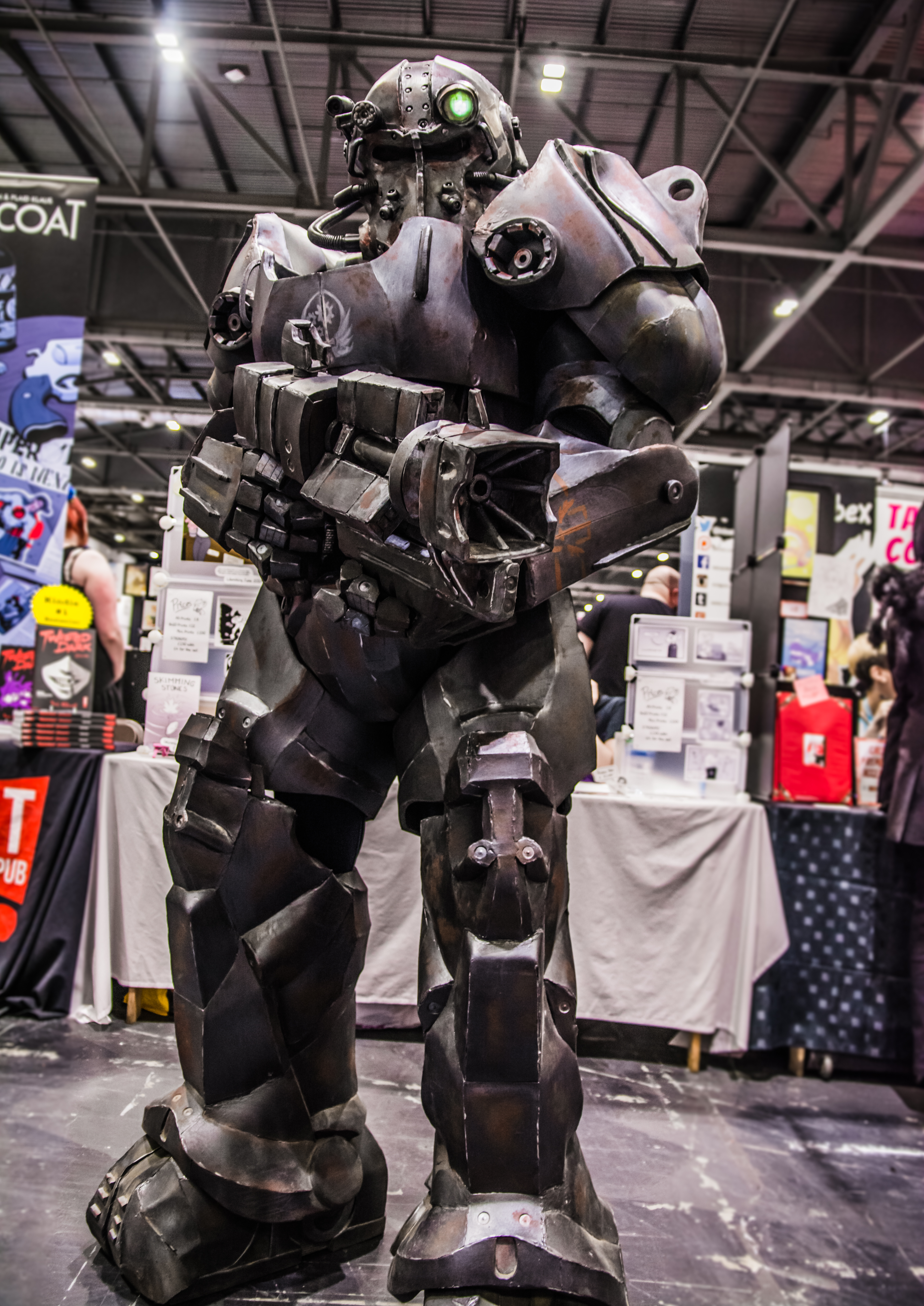
Un cosplayer vestido con una servoarmadura de la Hermandad del Acero en la Comic Con de 2017

En Fallout 3, la Hermandad del Acero de la Costa Este fue retratada como una organización altruista dedicada a proteger a los páramos de asaltantes y supermutantes. La desviación de la ideología ha provocado que surja un grupo disidente llamado los Marginados de la Hermandad, que no tienen ningún interés en ayudar a los habitantes del páramo, sino que persiguen la misión original de la Hermandad de confiscar tecnología de antes de la guerra. Si el personaje del jugador elige ayudar a Lyon, la facción de la Hermandad pronto se convierte en una potencia dominante en la región y gran parte de la población aprecia su ayuda, como por ejemplo en la operación de un proyecto masivo de filtración de agua para hacer que el suministro de agua de la región sea potable de manera segura.
Otros capítulos, como el capítulo del Mojave en Fallout: New Vegas, siguieron siendo aislacionistas y se centraron principalmente en obtener tecnologías de antes de la guerra y, a menudo, utilizaron medidas extremas para obtenerlas, como aterrorizar a los habitantes del páramo e incluso verse envueltos en una guerra con la República de Nueva California. antes de los acontecimientos del juego. La guerra con la NCR ha dejado al capítulo muy debilitado con alrededor de la mitad de sus paladines y caballeros perdidos después de que la NCR invadió la sede original del capítulo de Mojave en una victoria decisiva. Dependiendo de las acciones del personaje del jugador en New Vegas, el capítulo de la Hermandad Mojave puede mantener un status quo, hacer las paces con la NCR o ser destruido.
Para cuando Arthur Maxson sucedió a Owen Lyons como Anciano del capítulo del Este durante los eventos de Fallout 4, la Hermandad había vuelto a su misión original de confiscar y aplicar ingeniería inversa a la tecnología perdida de antes de la guerra, se había reunido con los Proscritos y se había vuelto a establecer contacto con sus superiores en la Costa Oeste. La Hermandad es una de las facciones fundamentales en Fallout 4, y los jugadores pueden elegir ponerse del lado de ellos o unirse a otra facción para eliminar a la Hermandad y avanzar en la narrativa de la historia principal del juego. La Hermandad aparece en gran medida en la actualización Steel Dawn de Fallout 76, como parte de un paquete de expansión llamado Fractured Steel. En ese juego, está dirigida por la paladín Leila Rahmani, quien "llegó de California" con sus tropas "para establecer un nuevo capítulo de los Apalaches".

## Promoción y mercadería.
Un miembro de la Hermandad del Acero vestido con una servoarmadura aparece como parte de una gama de figuras Funko Pop con temática de Fallout, lanzado por primera vez en 2015.

## Recepción
Patricia Hernández de Kotaku llamó a la Hermandad en Fallout 4  comentó que  se abstuvo de robar hasta que los conoció. Al decir que son "imbéciles demasiado entusiastas" que "acaban de irrumpir en la Commonwealth, actuando como si fueran dueños del lugar", también afirma que "sienten que tienen derecho a cada pieza importante de tecnología que se encuentra en el páramo".  Ella critica su ideología ficticia por no "tener ningún sentido", diciendo que si bien "se supone que se trata de la preservación y protección de la tecnología", "su líder, el Elder Maxson, entiende que esto significa que la Hermandad debe destruir todos los sintetizadores". También critica el hecho de que el jugador debe destruir el Instituto si se pone del lado de la Hermandad a pesar de sus objetivos aparentemente similares. Citando las "cosas desagradables que te hacen hacer durante las misiones de su facción", destaca a Proctor Teagan, quien te envía a una "misión repugnante en la que tienes que obligar a los agricultores a dar cosechas a la Hermandad, sin importar si quieren o no hacerlo".
Brendan Lowry de Windows Central calificó la línea de misiones de la Hermandad en Fallout 4 como moralmente gris, diciendo que si bien "los Minutemen son los "buenos" [...] y el Instituto es incuestionablemente malvado", "la Hermandad es la única facción [. ..] que te hace pensar críticamente". Al decir que "cuando la Hermandad llega a la Commonwealth, hacen la promesa de defender a las personas que viven allí", las cosas empiezan a cambiar más tarde, y la Hermandad "no muestra piedad a sus enemigos", independientemente de si son hostiles. Lowry afirma que "hay un fuerte argumento a favor y en contra de la ideología de la Hermandad".
En la trama de Fallout 76 surgió polémica entre los fans debido a una continuidad retroactiva de la Hermandad. A pesar de que la tradición establecida de Fallout afirma que "la primera actividad registrada de la Hermandad del Acero fue en California en el año 2134", Fallout 76 establece una presencia de la Hermandad "en Virginia Occidental en el año 2102", algo que "debería ser francamente inverosímil, si no imposible". Bethesda explicó esta discrepancia con el uso de un "satélite en funcionamiento" que permitió a la Hermandad del Acero extender su alcance a los Apalaches.